# Frohnberg (Velbert)
Die Ortschaft Frohnberg gehört dem Stadtteil Langenberg der Stadt Velbert an. Sie erstreckt sich von dem Tal Langenbergs bis zum Gipfel des Frohnberges auf einer Höhe zwischen 231 und 239 m über NN in unmittelbarer Nähe zum Gut Pollen im Ortsteil Vossnacken. Die niedrigst gelegene Stelle des Ortes befindet sich auf 87 m über NN. (Vosskuhlstraße). Der Ortsteil hat 3728 Einwohner (Stand: 30. Juni 2012). Ab einer Höhe von ungefähr 160 bis 200 m über NN lassen sich kleine bis mittelgroße Waldstücke mit einer Gesamtfläche von ca. 40 ha finden.